# Gideon Granström
Gidenon Koumai Granström, född 8 augusti 2005, är en svensk fotbollsspelare som spelar för Djurgårdens IF i Allsvenskan men är utlånad till Östersunds FK i Superettan.

## Klubbkarriär
Granström anslöt till Djurgårdens akademi inför säsongen 2021. Inför säsongen 2024 flyttades han upp från U19 till A-laget på ett lärlingskontrakt men det blev ingen speltid, istället lånades han ut till FC Stockholm i Ettan Norra.
Den 19 februari 2025 blev det klart att han lånas ut till Östersunds FK för resten av året.

## Statistik

### Klubblag
| Klubb                               | Säsong             | Liga               | Liga    | Liga | Liga   | Nationell cup | Nationell cup | Nationell cup | Internationell cup | Internationell cup | Internationell cup | Totalt  | Totalt | Totalt |
| Klubb                               | Säsong             | Division           | Matcher | Mål  | Assist | Matcher       | Mål           | Assist        | Matcher            | Mål                | Assist             | Matcher | Mål    | Assist |
| ----------------------------------- | ------------------ | ------------------ | ------- | ---- | ------ | ------------- | ------------- | ------------- | ------------------ | ------------------ | ------------------ | ------- | ------ | ------ |
| Djurgårdens IF                      | 2023               | Allsvenskan        | 0       | 0    | 0      | —             | —             | —             | 0                  | 0                  | 0                  | 0       | 0      | 0      |
| Djurgårdens IF                      | 2024               | Allsvenskan        | —       | —    | —      | —             | —             | —             | —                  | —                  | —                  | 0       | 0      | 0      |
| Djurgårdens IF                      | Totalt             | Totalt             | 0       | 0    | 0      | 0             | 0             | 0             | 0                  | 0                  | 0                  | 0       | 0      | 0      |
| FC Stockholm (lån)                  | 2024               | Ettan Norra        | 20      | 4    | 0      | —             | —             | —             | —                  | —                  | —                  | 20      | 4      | 0      |
| FC Stockholm (lån)                  | Totalt             | Totalt             | 20      | 4    | 0      | —             | —             | —             | —                  | —                  | —                  | 20      | 4      | 0      |
| Östersunds FK (lån)                 | 2025               | Superettan         | 0       | 0    | 0      | 0             | 0             | 0             | —                  | —                  | —                  | 0       | 0      | 0      |
| Östersunds FK (lån)                 | Totalt             | Totalt             | 0       | 0    | 0      | 0             | 0             | 0             | —                  | —                  | —                  | 0       | 0      | 0      |
| Totalt i karriären                  | Totalt i karriären | Totalt i karriären | 20      | 4    | 0      | 0             | 0             | 0             | 0                  | 0                  | 0                  | 20      | 4      | 0      |
| Senast uppdaterad 19 februari 2025. |                    |                    |         |      |        |               |               |               |                    |                    |                    |         |        |        |

### Landslag
| Landslag                           | År     | Totalt  | Totalt | Totalt |
| Landslag                           | År     | Matcher | Mål    | Assist |
| ---------------------------------- | ------ | ------- | ------ | ------ |
| Sverige U19                        | 2022   | 1       | 0      | 0      |
| Sverige U19                        | 2023   | 7       | 0      | 0      |
| Totalt                             | Totalt | 8       | 0      | 0      |
| Senast uppdaterad 5 februari 2025. |        |         |        |        |